# سفارت اوکراین در اتریش
سفارت اوکراین در اتریش (به لاتین: Embassy of Ukraine in Austria) نمایندگی دیپلماتیک اوکراین در اتریش، در وین است.

## عملکرد سفارت
وظایف اصلی سفارت اوکراین در وین نمایندگی منافع اوکراین، ارتقا توسعه روابط سیاسی، اقتصادی، فرهنگی، علمی و سایر روابط و همچنین محافظت از حقوق و منافع شهروندان و اشخاص حقوقی اوکراین واقع در اتریش است. سفارت روابط خوب همسایگی بین اوکراین و جمهوری اتریش را در تمام سطوح برای اطمینان از هماهنگی روابط و همکاری در زمینه‌های مورد علاقه مشترک توسعه می‌دهد. سفارت همچنین کارهای کنسولی را انجام می‌دهد.